# Stereostele nevilli
Stereostele nevilli (лат.) — вид брюхоногих моллюсков, единственный в составе рода Stereostele из семейства Streptaxidae (Orthogibbinae, Eupulmonata). Встречаются на Сейшельских островах. Раковина высотой около 2 см. Включён в Красный список IUCN Red List 2009 года.

## Описание
Раковина высотой 14—20 мм (диаметр 4,5—6,4 мм). Раковина турритено-коническая, тонкая, слегка полупрозрачная, с широко закругленной вершиной, из 8 уплощенных витков. Последний виток прямой, в нижней части едва подъязычный. Цвет желтоватый. Эмбриональные витки гладкие, постэмбриональные с исключительно тонкой шелковистой радиальной полосатостью и с элементами спиральной полосатости. Апертура субквадратная, почти вертикальная, с немного утолщенными, коротко рефлексирующими краями. Вид был впервые описан в 1868 году под названием Ennea (Elma) Nevilli  Adams, 1868. Типовой материал обнаружен на Сейшельских островах. Входит в состав рода Stereostele Pilsbry, 1919 из подсемейства Orthogibbinae (Streptaxidae, Eupulmonata).
- Stereostele nevilli nevilli (Adams, 1868)[6]
- Stereostele nevilli parvidentata Gerlach & Bruggen, 1999[6]